# 大鴉洲
大鴉洲（タイアーチャウ、英語：Tai A Chau)は、香港新界離島区にある島の一つで、索罟群島の主な島である。位置はランタオ島の南西部、面積は1.2平方キロ。
1996年まで島にベトナム難民収容所があった。2006年、香港の電力供給最大手である中電控股は島で液化天然ガス陸揚げターミナルの建設を提出し、香港特区政府は計画を認めたが、二年後、環境問題を巡り、やっと計画を諦め、深圳大鏟湾での建設を決めた。